# Ichneumon tipularum
Ichneumon tipularum là một loài tò vò trong họ Ichneumonidae.